# Tephrina disputaria
Tephrina disputaria là một loài bướm đêm trong họ Geometridae.